# Grand Prix Formule 1 van Frankrijk 1988
De Grand Prix Formule 1 van Frankrijk 1988 werd gehouden op 3 juli 1988 op Paul Ricard.

## Verslag

### Kwalificatie
De beide McLarens stonden opnieuw op de eerste rij, met beide Ferraris achter hen en de Benettons op de derde rij. Ligier had een rampzalig weekend: zowel René Arnoux als Stefan Johansson konden zich niet kwalificeren.

### Race
Voor de eerste keer het seizoen was er een echt duel voor de eerste plaats tussen Ayrton Senna en Alain Prost. Prost slaagde erin om het duel in zijn voordeel te doen kantelen, ondanks een verhoogd brandstofverbruik bij de Fransman. Benetton kwam er tijdens de race niet aan te pas, Thierry Boutsen moest na 17 ronden al opgeven met elektrische problemen. In de 22ste ronde spinde Gerhard Berger van de baan waardoor Michele Alboreto op de derde plaats kwam te liggen. In de 34ste ronde ging Senna in de pits, drie ronden later gevolgd door Prost. In de 45ste ronde had Senna wat problemen bij het dubbelen van de achterliggers, waardoor Prost dichterbij kon komen. In de 61ste ronde slaagde de Fransman erin om Senna voorbij te raken, toen de Braziliaan problemen had om Alex Caffi en Pierluigi Martini voorbij te gaan. Senna kon zijn teammaat niet volgen door problemen met de versnellingsbak. Hij wist de race wel nog uit te rijden en finishte voor de beide Ferraris op de tweede plaats. Nelson Piquet behield gedurende de hele race de vijfde plaats. Alessandro Nannini behaalde het laatste puntje.

## Uitslag
| Positie | Nummer | Rijder             | Team            | Ronden | Tijd/Opgave          | Startplaats | Punten |
| ------- | ------ | ------------------ | --------------- | ------ | -------------------- | ----------- | ------ |
| 1       | 11     | Alain Prost        | McLaren-Honda   | 80     | 1:37:37.328          | 1           | 9      |
| 2       | 12     | Ayrton Senna       | McLaren-Honda   | 80     | + 31.752             | 2           | 6      |
| 3       | 27     | Michele Alboreto   | Ferrari         | 80     | + 1:06.505           | 4           | 4      |
| 4       | 28     | Gerhard Berger     | Ferrari         | 79     | + 1 Ronde            | 3           | 3      |
| 5       | 1      | Nelson Piquet      | Lotus-Honda     | 79     | + 1 Ronde            | 7           | 2      |
| 6       | 19     | Alessandro Nannini | Benetton-Ford   | 79     | + 1 Ronde            | 6           | 1      |
| 7       | 2      | Satoru Nakajima    | Lotus-Honda     | 79     | + 1 Ronde            | 8           |        |
| 8       | 15     | Mauricio Gugelmin  | March-Judd      | 79     | + 1 Ronde            | 16          |        |
| 9       | 16     | Ivan Capelli       | March-Judd      | 79     | + 1 Ronde            | 10          |        |
| 10      | 22     | Andrea de Cesaris  | Rial-Ford       | 78     | + 2 Rondes           | 12          |        |
| 11      | 18     | Eddie Cheever      | Arrows-Megatron | 78     | + 2 Rondes           | 13          |        |
| 12      | 36     | Alex Caffi         | Dallara-Ford    | 78     | + 2 Rondes           | 14          |        |
| 13      | 29     | Yannick Dalmas     | Larrousse-Ford  | 78     | + 2 Rondes           | 19          |        |
| 14      | 33     | Stefano Modena     | EuroBrun-Ford   | 77     | + 3 Rondes           | 20          |        |
| 15      | 23     | Pierluigi Martini  | Minardi-Ford    | 77     | + 3 Rondes           | 22          |        |
| NC      | 24     | Luis Perez-Sala    | Minardi-Ford    | 70     | Niet geclassificeerd | 25          |        |
| NF      | 32     | Oscar Larrauri     | EuroBrun-Ford   | 64     | Koppeling            | 26          |        |
| NF      | 21     | Nicola Larini      | Osella          | 56     | Aandrijving          | 24          |        |
| NF      | 10     | Bernd Schneider    | Zakspeed        | 55     | Versnellingsbak      | 21          |        |
| NF      | 5      | Nigel Mansell      | Williams-Judd   | 48     | Ophanging            | 9           |        |
| NF      | 30     | Philippe Alliot    | Larrousse-Ford  | 46     | Elektrisch probleem  | 18          |        |
| NF      | 3      | Jonathan Palmer    | Tyrrell-Ford    | 40     | Motor                | 23          |        |
| NF      | 6      | Riccardo Patrese   | Williams-Judd   | 35     | Remmen               | 15          |        |
| NF      | 20     | Thierry Boutsen    | Benetton-Ford   | 28     | Motor                | 5           |        |
| NF      | 14     | Philippe Streiff   | AGS-Ford        | 20     | Brandstoflek         | 17          |        |
| NF      | 17     | Derek Warwick      | Arrows-Megatron | 11     | Spin                 | 11          |        |
| NQ      | 25     | René Arnoux        | Ligier-Judd     |        |                      |             |        |
| NQ      | 4      | Julian Bailey      | Tyrrell-Ford    |        |                      |             |        |
| NQ      | 26     | Stefan Johansson   | Ligier-Judd     |        |                      |             |        |
| PQ      | 31     | Gabriele Tarquini  | Coloni-Ford     |        |                      |             |        |
| DQ      | 9      | Piercarlo Ghinzani | Zakspeed        |        | Gediskwalificeerd    |             |        |

## Wetenswaardigheden
- Piercarlo Ghinzani werd gediskwalificeerd voor het missen van een gewichtscontrole.

## Statistieken
| Pole-position | Alain Prost | McLaren-Honda | 1:07.589 |
| Snelste ronde | Alain Prost | McLaren-Honda | 1:11.737 |

1906 · 1907 · 1908 · 1912 · 1913 · 1914 · 1921 · 1922 · 1923 · 1924 · 1925 · 1926 · 1927 · 1928 · 1929 · 1930 · 1931 · 1932 · 1933 · 1934 · 1935 · 1936 · 1937 · 1938 · 1939 · 1947 · 1948 · 1949 · 1950 · 1951 · 1952 · 1953 · 1954 · 1956 · 1957 · 1958 · 1959 · 1960 · 1961 · 1962 · 1963 · 1964 · 1965 · 1966 · 1967 · 1968 · 1969 · 1970 · 1971 · 1972 · 1973 · 1974 · 1975 · 1976 · 1977 · 1978 · 1979 · 1980 · 1981 · 1982 · 1983 · 1984 · 1985 · 1986 · 1987 · 1988 · 1989 · 1990 · 1991 · 1992 · 1993 · 1994 · 1995 · 1996 · 1997 · 1998 · 1999 · 2000 · 2001 · 2002 · 2003 · 2004 · 2005 · 2006 · 2007 · 2008 · 2018 · 2019 · 2021 · 2022